# Seediensttauglichkeit

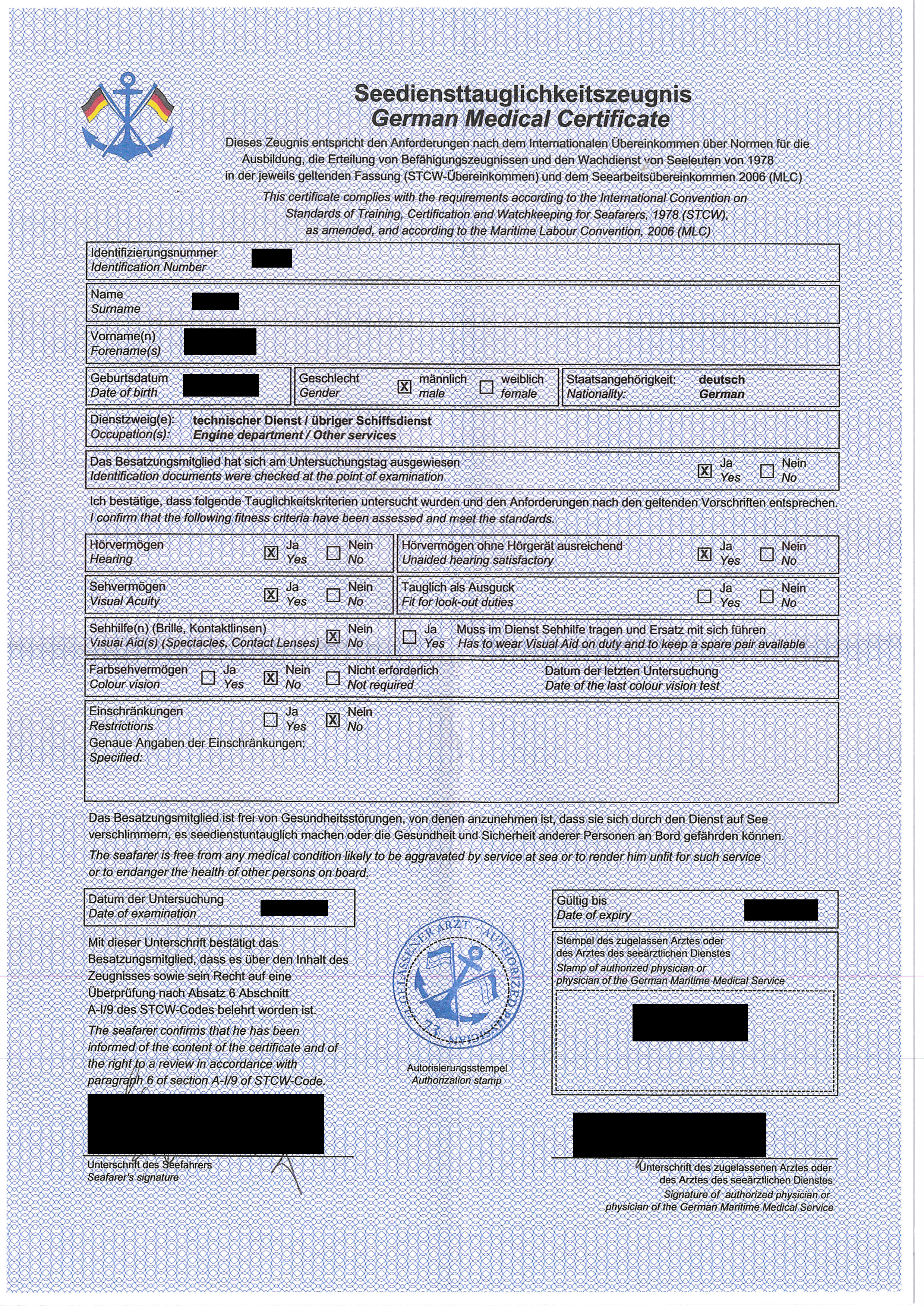
Beispiel eines Seediensttauglichkeitszeugnisses

Die Seediensttauglichkeit ist die gesundheitliche Voraussetzung für die Tätigkeit von Seeleuten an Bord eines Seeschiffes inkl. damit verbundene Aufgaben der Schiffssicherung, zur Fremdrettung und Eigenrettung. Sie müssen ihre körperliche und geistige Fitness bei regelmäßigen ärztlichen Untersuchungen – den Seediensttauglichkeitsuntersuchungen als ein Teilgebiet der maritimen Medizin – nachweisen. Ein Seemann ist seediensttauglich, wenn er die gesundheitlichen Anforderungen seines Dienstzweiges erfüllt. Das Seediensttauglichkeitszeugnis ist der Nachweis für die Tauglichkeit des Seemannes. Ohne ein gültiges Seediensttauglichkeitszeugnis darf kein Seemann auf einem Seeschiff tätig werden.
In Deutschland regeln das Seearbeitsgesetz (SeeArbG) und die Verordnung über maritime medizinische Anforderungen auf Kauffahrteischiffen die Einzelheiten zur Seediensttauglichkeit. Die Untersuchung zur Feststellung der Seediensttauglichkeit wird von zugelassenen Ärzten der BG Verkehr (Dienststelle Schiffssicherheit) vorgenommen. Die Ärzte müssen für ihre Zulassung festgelegte Qualitätskriterien erfüllen, zum Beispiel einen Facharzttitel für Allgemeinmedizin, Anästhesiologie, Arbeitsmedizin, Chirurgie oder Innere Medizin haben und mindestens vier Wochen zur See gefahren sein. Der Seeärztliche Dienst der BG Verkehr ist für die Steuerung und Qualitätssicherung der deutschen Seediensttauglichkeitsuntersuchungen zuständig.
Die Seediensttauglichkeit darf für längstens zwei Jahre festgestellt werden, für jugendliche Besatzungsmitglieder (16–18 Jahre) für maximal ein Jahr. Untersuchungen auf Seediensttauglichkeit dürfen nur von speziell zugelassenen Ärzten durchgeführt werden. Ob Seeleute gültige Seediensttauglichkeitszeugnisse haben, wird national bei Flaggenstaatkontrollen und international im Rahmen der Hafenstaatkontrolle überprüft. Die Überprüfung der Seediensttauglichkeit gehört im seespezifischen deutschen Recht gemäß SeeArbG § 129 Abs. ( 1 ) Ziffer 2 von 9 zum Umfang der sehr detailliert geregelten sogenannten Flaggenstaatkontrolle als nationale Umsetzung des international gültigen Seearbeitsübereinkommens „MLC 2006“.
Auf Traditionsschiffen unter deutscher Flagge müssen Besatzungsmitglieder, die zur sicheren Schiffsbesatzung gehören und deren Funktion im Schiffsbesatzungszeugnis aufgeführt ist (Schiffsführer, Steuermann, Maschinist) seediensttauglich sein. Diese Vorgabe ergibt sich aus § 6 Absatz 1 Satz 2 Nummer 3 in Verbindung mit Teil 3 Kapitel 1 Nr. 12.5 der
Anlage 1a Schiffssicherheitsverordnung.
Das internationale Recht enthält unter anderem in der Regel I/9 der Anlage zum Internationalen Übereinkommen über Normen für die Ausbildung, die Erteilung von Befähigungszeugnissen und den Wachdienst von Seeleuten (STCW-Übereinkommen), in der Norm A1.2 des Seearbeitsübereinkommens (international bekannt als „MLC 2006“) und in der Regel 6.2 Teil A des International Safety Management Codes (ISM-Code) Regelungen zur Seediensttauglichkeit.